# Dragan Aleksandrić
Dragan Aleksandrić (Beograd, 7. jun 1949) srpski je kompozitor i aranžer narodnih pesama i kola.
Rođen je u Beogradu 7. juna 1949. godine, od oca Ljubiše Aleksandrić iz Donje Gorevnice, Grad Čačak (1925−2000) i majke Olge Aleksandrić, rođ. Jevremović, iz Jezdine, Grad Čačak (1926−1991). Draganov rođeni brat Dušan (rođen 1951. godine) je preminuo kao mladi planinar 1966. godine na planini Pelister.
Bio je najbolji pitomac generacije Vojne muzičke škole u Zemunu; član Umetničkog ansambla Doma JNA od 1969. do 1984.godine; 70-tih godina šef orkestra i korepetitor folklora KUD -a “Nikola Tesla“.
U karijeri dugoj gotovo pola veka Dragan Aleksandrić je napisao hiljade kompozicije za gotovo sva velika imena narodne muzike bivše SFRJ, komponovao narodna kola i bio aranžer kompozicija svojih kolega kompozitora. Sa svojim orkestrima je pratio pevače na koncertima širom Jugoslavije.
Dobitnik je brojnih nagrada stručnih žirija i publike na brojnim festivalima i takmičenjima u zemlji i inostranstvu kao i zahvalnica i priznanja za doprinos na polju kulturnih delatnosti i za humanitarni rad.
Često je angažovan kao predsednik/član stručnih žirija festivala narodne muzike u Srbiji. 
Dragan Aleksandrić živi i radi u Beogradu.

## Biografija

### Detinjstvo
Draganov talenat još u ranom detinjstvu prepoznaje njegova ujna koja ga odvodi kod svog prijatelja pukovnika Josipa Ažmana, vojnog muzičara umetničkog ansambla Doma JNA u Beogradu. Dragan tako sa pet godina kreće na privatne časove harmonike.
U to posleratno vreme, teško za sve, porodica nije mogla da priušti Draganu pravu harmoniku. Majka Olga mu od kutije za cipele i lastiša pravi harmoniku, sa jedne strane iscrtava dirke, a sa druge prišiva dugmiće umesto basova. I to je bila Draganova prva harmonika na kojoj je vežbao sledeće tri godine, dok nije stigla njegova prva, prava harmonika, „Hohnerica“.
Onda su počeli časovi solfeđa i teorije muzike, tako da je pre polaska u prvi razred osnovne škole, položio dve godine niže muzičke sa odličnim uspehom.

### Školovanje
Osnovnu školu „Đuro Daničić”, svih osam razreda, završava sa odličnim uspehom.
Uvidevši tešku situaciju porodice Aleksandrić, profesor Ažman ga po završetku osnovne škole odvodi u Vojnu muzičku školu (internat) u Zemunu. Audiciju prolazi brzo i lako. Četvorogodišnje školovanje uspešno završava 22, od 48 upisanih pitomaca, a Dragan kao najbolji pitomac generacije (prvi instrument: udaraljke, drugi instrument: harmonika) dobija zlatan sat od predsednika SFRJ, Josipa Broza Tita, kao i pravo da bira mesto službe. Dragan bira Beograd sa molbom da, pre dolaska u umetnički ansambl doma JNA, godinu dana provede u manjem vojnom orkestru radi sticanja iskustva. Odobren mu je Split u koji, pošto se oženio 1968. godine, kreće sa svojom tadašnjom suprugom.
U Splitu od jednog broja muzičara iz vojnog orkestra formira svoj prvi orkestar a prvu ploču snima upravo sa njima 1969. godine. Već u maju iste godine dobija premeštaj u Beograd, u Umetnički ansambl JNA, gde je svirao komplet udaraljke - timpane, doboš, vibrafon, ksilofon, zvona. Posle kraćeg vremena Aleksandrić formira svoj drugi orkestar i kreće sa snimanjem ploča.
Po povratku iz Splita, na jednoj svadbi 1969. godine upoznaje se sa jednim od najvećih kompozitora tog vremena Dragoljubom Draganom Šunderićem koji mu, kao mladom i neiskusnom muzičaru, pruža priliku za saradnju. Pratio je njegove pevače i aranžirao njegove pesme.
Ova saradnja traje i danas.

### Prvi uspesi
Upravo mu ovo iskustvo udruženo sa njegovim talentom i obrazovanjem uskoro otvara mnoga vrata. Kako je brzo i nepogrešivo pisao note i imao vanredan osećaj za harmonije počinje da piše aranžmane za druge kompozitore i pevače i da ih prati na koncertima. Pored sviranja i aranžiranja počinje da komponuje i snima narodne pesme i svoja kola.
Njegovi prvi uspesi vezani su za Ljubomira Ljubu Đurovića, kojem piše kompoziciju za pesmu Otišla si, e pa neka, zatim za njegovog kuma Danila Živkovića, sa kojim sarađuje na pesmama Vere Ivković i Žike Ivkovića, koji je imao uzastopnih jedanaest zlatnih singlica.
Ubrzo stiže i poziv od čiča Obrena Pjevovića da sa orkestrom prati „jednog malog iz Mrčajevaca“ - Miroslava Ilića. Dragan je uz komponovanje, aranžiranje i sviranje tih godina bio uporedo i šef orkestra I korepetitor folklora KUD-a “Nikola Tesla“ u Beogradu.

U to vreme su u orkestru Dragana Aleksandrića svirali najbolji muzičari, nažalost sada pokojni „Bata Rade“ Jašarević, Aleksandar Aca Šišić i Tomica Milić, i još uvek aktivni umetnici Božidar Boki Milošević i Bora Dugić.
Davne 1970.godine u sali za probe folklora KUD-a „Nikola Tesla“ jedne srede, pre početka probe, Dragan stvara gotovo slučajno, na način svojstven mnogim velikim kompozitorima, jedno od najprodavanijih i najpoznatijih narodnih kola, komponovanog u duhu narodnog stvaralaštva –Vragolanka kolo. Radeći intenzivno u studiju nudi svoje kolo Radetu Jašareviću i Aci Šišiću, sa željom da ga oni snime. Oni ga odbijaju. Potom ga Dragan nudi Tomici Miliću, kojeg i danas smatra najtalentovanijem harmonikašem i najboljim kompozitorom narodnih kola. Milić sa simpatijama odbija, učinivši mu se da je kolo previše jednostavno. Dragan tako odlučuje da sam snimi ovo kolo i odlazi u predstavništvo Jugotona kod Obrada Jovovića, pitajući da snimi jedan singl. Dobija na raspolaganje studio u pozorištu Dadov sa snimateljem Acom Radojičićem. Vragolanku i Čiča Obrenovo kolo snima „iz prve“, koliko kola i traju, bez ijednog ponavljanja. Predaje snimke Obradu a singl izlazi nakon rekordnih pet dana i vrlo brzo postaje hit ne samo u Jugoslaviji već i širom Evrope i inspiracija za mnoge muzičare i harmonikaše početnike.

### Zlatne decenije
Uporedo sa ta dva velika hita, kola, Diskos izdaje ploču sa pesmama Čiča Obrena Pjevovića Voleo sam devojku iz grada i Vesna stjuardesa, poznate hitove Miroslava Ilića. Od tog trenutka Aleksandriću svakodnevno stižu pozivi od najvećih imena narodne muzike, a uspesi se narednih decenija ređaju jedan za drugim. Pored komponovanja Dragan i dalje radi aranžmane za druge kompozitore: Čiča Obrena Pjevovića, Predraga Vukovića Vukasa, Novicu Uroševića, Dobrivoja Ivankovića, Ljubu Kešelja i mnoge druge.
Učestvuje na Festivalu Ilidža prvi put 1969. godine sa orkestrom Svete Šešića, potom 1970. godine sa orkestrom Duška Radančevića. Godine 1977. Dragan Aleksandrić dobija poziv od festivalskog odbora Ilidža, tadašnjeg kompozitora, profesora muzike i direktora festivala Damjana Babića Daše i Diskosa (za koji u to vreme najviše snima) da sa svojim orkestrom prati pevače Festivala. Po krajnje profesionalno odrađenom poslu na Festivalu 1978. godine stiže poziv iz PGP RTB-a i tadašnjeg muzičkog urednika Milana Miće Đorđevića (istovremeno i bubnjara u orkestru Branimira Đokića). Nakon nekoliko meseci pregovaranja PGP RTB i Aleksandrić nalaze zajednički jezik i Aleksandrić počinje sa snimanjem za PGP.
Uvek željan izazova Dragan Aleksandrić se okušao i drugim sferama umetnosti. Između ostalog snima i singl ploču zabavnih pesama sa pevačem Nenadom Nikolićem, radi mini operetu po pozivu Radio-Televizije za Miroslava Ilića i Sonju Savić, sarađuje na seriji Kamiondžije kao aranžer i kao šef orkestra, sarađivao je kao kompozitor i aranžer na filmu „Sok od šljiva“, sarađuje sa Nešom Leptirom, Biljom Krstić, Crvenim koraljima... Njegove kompozicije se i danas koriste u mnogim reklamama i serijama.

### Humanitarni rad
Sa svojim orkestrom i brojnim pevačima je održao nebrojeno dobrotvornih koncerata širom Jugoslavije, od kojih osamdesetih godina veliki broj upravo za Crveni krst, potom za Udruženje distrofičara Beograda, Društvo Srbije za borbu protiv raka, Fond za smeštaj mladih distrofičara i drugih telesnih invalida i drugih. Kao pojedinac je donirao bolnice, osnovne škole, fakultete, opštinu Brus za postradale u zemljotresu na Kopaoniku itd.

### Priznanja
Aleksandrić je sa svojim orkestrom redovno pratio pevače na festivalima: Hit Parada, Hit godine Posela u pola tri, Ilidža, Mesam, Moravski biseri gde je kao kompozitor dobitnik brojnih priznanja. Njegove kompozicije su podizale prodaju mnogih LP-ja do platinastih i zlatnih tiraža.
Dobitnik je brojnih priznanja za životno delo, za dugotrajan, izuzetan i svesrdan doprinos na polju kulturnih delatnosti (Vojska Jugoslavije, Udruženje tekstopisaca LIRA, KUD Nikola Tesla, Savez estradno-muzičkih umetnika Srbije, brojna udruženja u dijaspori itd), nagrade slušalaca i zahvalnica (Poselo u pola tri, Hit Parada narodne muzike, Organizacioni komitet XIV zimskih olimpijskih igara u Sarajevu 1984 itd).

### Saradnici
Među tekstopiscima i pesnicima sa kojima je radio između ostalih se nalaze:

Dobrica Erić, Dragan Brajović-Braja, Dragan Šunderić, Đura Boljanović, Duško Trifunović, Ilija Adamović, Mića Živojinović, Mila Janković, Miodrag Ž. Ilić, Mirjana Ilić, Miroslav Čukić, Mladen D. Nikolić, Mladen R. Vuković, Petar Milošević, Radmila Todorović Babić, Rosa Mladenović, Ruždija Krupa, Snežana Maldaner, Srđan Jovanović, Sreten Gajić, Stevica Spasić, Verica B. Ilić, Zoran Matić i mnogi drugi.
U orkestrima Dragana Aleksandrića svirali su:

Aleksandar Aca Šišić, Miodrag „Bata Rade“ Jašarević, Bratislav Dunkić Braca, Božidar Boki Milošević, Borа Dugić, Dragoljub Kitić, Đorđe Kotlarovski Goga, Jonuz Jonuzović Jane, Jovan Milenković Rala, Miro Blažević, Miloš Milošević, Miodrag Simić, Milan Petrović, Milan Đorđević, Mikica Ilić - Kamion, Miša Mijatović, Rista Lazarević Rile, Svetislav Sveta Tomić, Tomica Miljić, Zoran Živković, Zoran Tirnanić, Zoran Đorđević-Sanduče, Dragan Laban, Zoran Tutunović, Nikola Stefanov....
Instrumentalni i vokalni solisti sa kojima je Dragan Aleksandrić kao kompozitor i/ili aranžer između ostalih u dosadašnjoj karijeri sarađivao su: 

Ana Bekuta, Azemina Grbić, Beba Tošić, Biljana Jeftić, Vasilija Radojčić, Vesna Zmijanac, Vida Pavlović, Vera Matović, Vera Nešić, Vera Ivković, Gordana Lazarević, Dobrila Pavić, Duet Petrović – Jovanović, Zlata Petrović, Zorica Brunclik, Zorica Marković, Zorica Minić, Izvorinka Milošević, Jasna Kočijašević, Ksenija Cicvarić, Lepa Brena, Lepa Lukić, Ljiljana Aleksandrić, Merima Njegomir, Mila Matić, Milena Plavšić, Mira Škorić, Mirjana Živković, Nada Novković, Nada Topčagić, Nada Obrić, Olivera Katarina, Sena Ordagić, Slavica Mikšić, Snežana Đurišić, Snežana Savić, Svetlana Arsić, Suzana Mančić, Usnija Redžepova, Cakana,

Ahmić Miljković- Hama, Aleksandar Ilić, Alija Pekić, Asim Brkan, Beki Bekić, Boki Milošević, Božidar Vasiljević - Čađa, Bora Drljača, Bora Spužić Kvaka, Gvozden Radičević, Danilo Živković, Dejan Matić, Dragan Pantić – Smederevac, Dragiša Sekulić, Dragoslav Mihajlović-Kanarinac, Dobrivoje Topalović, Duet harmonika Nikolić-Živković, Dušan Kostić, Đorđe Masalović, Živko Vesović, Zaim Fazlić, Zlatomir Vasić, Zoran Jovanović, Zoran Mladenović, Zoran Vujičić, Ismet Krcić, Jovica Renić, Juka Ljušković, Kemal Dučić, Ljubomir Đurović, Ljuba Nedeljković, Marinko Rokvić, Mlađen Petrović - Kosmajac, Milan Babić, Milorad Repić-Miki, Mirko Kodić, Miroslav Ilić, Miroslav Radovanović, Mitar Mirić, Miroslav Mišić - Kale, Momčilo Jeftović, Nedeljko Bilkić, Nenad Jovanović, Predrag Živković Tozovac, Rade Vučković, Rade Jorović, Rade Petrović, Radiša Urošević, Raka Nikolić, Rasim Samardžić - Bosanac, Raša Pavlović, Sejo Pitić, Slavko Petrović, Slobodan Nikitović, Srećko Jovović, Toma Đorđević, Tomica Miljić, Halim Adili, Hasib Murtić, Čeda Marković, Šaban Šaulić...

### Najpoznatije kompozicije i kola
po abecednom redu izvođača
Ana Bekuta -
Došli dani rastasmo se sami, 
Hvataš me u zamku,
Moj Milane, moje plakanje, 
Pij ako ti se pije;

Azemina Grbić -
Što se gubi ono što se ljubi, 
Stari sultan,
Beki Bekić -
Joj što volim muziku narodnu, 
Odlazim na pusto ostrvo, 
Sve bolesti bolovo sam tvoje,
Sve što boli ožiljak ostavlja, 
Žute ruže;

Biljana Jevtić -
Evo ti srce na dlanu, 
Ništa ne brini, 
Provedimo noć zajedno, 
Sedokosi, 
Stariš, a ne osetiš, 
Sve se plavi, 
Uđi mi u trag, 
Uzmi ago što ti drago;

Bora Drljača - Kume, izgore ti kesa (pesma godine 1978);

Čeda Marković – 
Goro zelena,
I da se vrate godine mlade (pobeda na Festivalu Zlatiborska pesma, 2006), 
Ja znam starim sam, 
Ne točite mlado vino, 
Ženo od čelika;

Dobrivoje Topalović – 
Hej, drugovi, drugovi,
Kad bi´ mog’o i umro bih za te, 
Priznaj da me voliš, 
Progovori sliko, 
Tebi se ne žuri, 
Vodeničar, 
Volim te jedino moje;

Dragan Pantić Smederevac - Mrak, mrak pomračina;

Gordana Lazarević - Bila sam život tvoj, Crvene muškatle;

Lepa Brena – 
Dečko mi je školarac,
Epidemija ljubavi,
Igraj Boro moje oro;

Lepa Lukić - Šaralice varalice, 
Kraljica bez krune;

Marinko Rokvić - 
O, Bože, Bože, šta sve žena može,
Potražiću oči nešto zelenije;

Merima Njegomir - Koga da milujem ja (pobeda na Mesamu 1990);

Milan Babić - Šana;

Mira Škorić – 
Moja dušo čista,
Niko kao mi, 
Završimo priču;

Miroslav Ilić - 
Balada o nama, 
Božanstvena ženo, 
Budi mi verna, 
Čuvajte mi pesme, 
Dal' bi mi pomogla, 
Dan osviće, 
Hoću, hoću, 
Istinu, hoću istinu, 
Izdala si srce, 
Ja nisam uzalud voleo, 
Ja sam dete bez majke, 
Jesen sedamdeset i neke,
Joj što te volim, 
Joj, Rado, joj, Radmila, 
Još te nešto čini izuzetnom, 
Kriju te, kriju, 
Kunem ti se Bogom, 
Luckasta si ti, 
Misliš li na mene, 
Naljutićeš me ti, 
Ostavi tugu za drugi put, 
Ova noć, 
Poslednje zbogom tebi,
Pozdravi je pozdravi, 
Probudi se srce moje (I nagrada žirija, Festival Moravski biseri, 1995), 
Shvatio sam ne mogu bez tebe, 
Sirotica Jana, 
Sladak šećer, ladna voda, 
Smej se, smej, 
Šta će nama tugovanje, 
Tebi, 
Tišinu želim, tišinu nemu, 
Usne su ti žar, 
Vrckaj se, vrckaj, 
Za tebe imam ljubav;

Mitar Mirić – 
Dajte mi da živim, 
Pobedila je ljubav,
Tu, tu mi nedostaješ;

Nada Obrić – 
Ali, ali, ali, 
Da mi je..,
Dokle ću tako, 
Opasan si, opasan, 
Osvajaš me lako, 
Svaka rana, 
Tebe nema;

Nada Topčagić – 
Izvini dušo, izvini, 
Nežno, nežnije, 
Opet se zaljubljujem u tebe, 
Treba mi rame tvoje, 
Vragolanka (pesma);

Nenad Jovanović – Šota (u narodu poznatija kao Šote, mori šote);

Nenad Jovanović – Zone, mori zone;

Predrag Živković Tozovac – 
Mala moja, mori, mori, 
Šaralice, varalice (duet sa Lepom Lukić);

Rade Jorović - Tiha voda ruši stene;

Radiša Urošević – 
Prolaze moje godine mlade,
Ružo moja, kraj mene uveni, 
Tri livade i hi hi;

Slavko Petrović - Ženi deda unuka;

Snežana Đurišić – 
Evo majko stiže nedelja,
Kiše, 
Mala soba tri sa tri, 
Mene nana neguje i gleda, 
Nema ćara od bećara, 
Ram ljubavi, 
Tako si me lako preboleo, 
Udario tuk na luk;

Srećko Jovović - Potražimo novu sreću (koautor);

Usnija Redžepova - Oko Niša kiša;

Vasilija Radojčić – Džumbus, džumbus, mašala;

Vera Matović - Javi se, javi se, javi;

Vera Nešić – 
A gde smo ja i ti, 
Čarapanka, 
Eto zato bolujem (I nagrada žirija, Festival Dragiše Nedović, Vrnjačka banja, 2005);

Vera Ivković – Šuška se, šuška;

Vesna Zmijanac – 
Idi, široko ti polje, 
Kaži, kaži,
Svatovi (album godine 1990);

Vida Pavlović – 
Nemam nikog da me voli, 
Samoća je od bolesti teža,
Uzalud te tražim;

Zorica Brunclik – 
Dva jezera tuge (I nagrada publike Festival Moravski biseri, 1995), 
Kašičica, A tebe nema,
Pitaj srce moje,
Rođeni jedno za drugo, 
Trista žutih dukata;

Zoran Jovanović - Momak vrag, Ostrvo tuge;

... i mnoge druge
Bresničanka kolo, Čiča Obrenovo kolo, Lolino kolo, Moravsko kolo, Mrčajevanka, Novo Užičko kolo, Pipirevka kolo, Resničko kolo, Vodeničarka kolo, Vragolanka kolo i druga

### Festivali
- 1977. Ilidža — Baričanka / Šumadijski preplet, prva nagrada u konkurenciji instrumentalista

## Spoljašnje veze
- Zvanična web prezentacija, Dragan Aleksandrić
- Pričaj nešto narodno (2012) - Radio Televizija Republike Srpske, Intervju sa Draganom Aleksandricem
- Pevajte moje pesme – Radio Televizija Srbije, Intervju sa Draganom Aleksandrićem 1/5
- Pevajte moje pesme – Radio Televizija Srbije, Intervju sa Draganom Aleksandrićem 2/5
- Pevajte moje pesme – Radio Televizija Srbije, Intervju sa Draganom Aleksandrićem 3/5
- Pevajte moje pesme – Radio Televizija Srbije, Intervju sa Draganom Aleksandrićem 4/5
- Pevajte moje pesme – Radio Televizija Srbije, Intervju sa Draganom Aleksandrićem 5/5
- Deo diskografije